# Edvige Maria di Sassonia-Lauenburg
Edvige Maria di Sassonia-Lauenburg (7 agosto 1597 – 29 agosto 1644) è stata una nobildonna tedesca della dinastia degli Ascanidi, principessa di Sassonia-Lauenburg e per matrimonio principessa di Bozzolo.

## Biografia

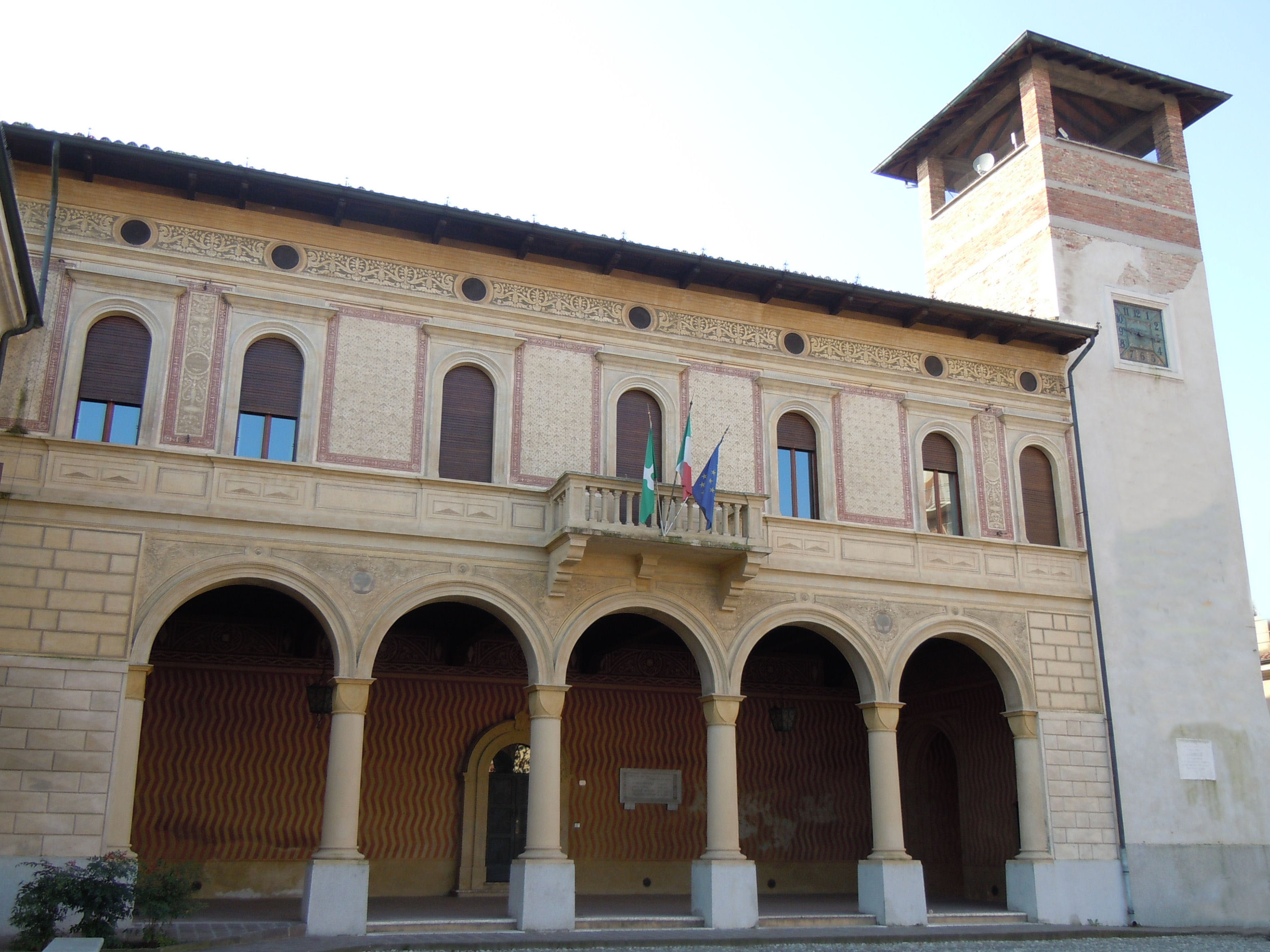
Palazzo di Bozzolo

Era figlia di Francesco II di Sassonia-Lauenburg, duca di Sassonia-Lauenburg e di Maria di Brunswick-Lüneburg (1566-1626), figlia del duca Giulio di Brunswick-Lüneburg.

## Discendenza
Edvige Maria sposò il principe Annibale Gonzaga di Bozzolo (1602-1668), figlio di Ferrante Gonzaga di Gazzuolo (linea dei Gonzaga di Sabbioneta e Bozzolo) e di Isabella Gonzaga di Novellara, dal 1640 comandante della città di Vienna. Ebbero sei figli:
- Carlo Francesco (n. e m. 1632);
- Maria Eleonora (12 maggio 1635-1639);
- Carlo Ferdinando (27 luglio 1636-marzo 1652);
- Maria Isabella (1638-26 aprile 1702), sposò in prime nozze 1656 il conte Claudio III di Collalto, figlio di Rambaldo XIII e in seconde nozze l'8 marzo 1666 Sigismondo II Heilfried (1635-2 aprile 1698), conte di Dietrichstein e cavaliere dell'Ordine del Toson d'oro;
- Annibale (morto in tenera età);
- Maria Teresa (1643-1654).

## Antenati
|                                    |                                |                                   | Genitori                          |  |  | Nonni |  |  | Bisnonni                       |  |  | Trisnonni                        |  |
|                                    |                                |                                   |                                   |  |  |       |  |  | Magnus I di Sassonia-Lauenburg |  |  | Giovanni V di Sassonia-Lauenburg |  |
|                                    |                                |                                   |                                   |  |  |       |  |  | Magnus I di Sassonia-Lauenburg |  |  | Giovanni V di Sassonia-Lauenburg |  |
|                                    |                                | Dorotea di Hohenzollern           |                                   |  |  |       |  |  | Magnus I di Sassonia-Lauenburg |  |  |                                  |  |
| Francesco I di Sassonia-Lauenburg  |                                |                                   |                                   |  |  |       |  |  | Magnus I di Sassonia-Lauenburg |  |  |                                  |  |
|                                    |                                | Caterina di Braunschweig-Lüneburg | Enrico IV di Brunswick-Lüneburg   |  |  |       |  |  |                                |  |  |                                  |  |
|                                    |                                | Caterina di Braunschweig-Lüneburg | Enrico IV di Brunswick-Lüneburg   |  |  |       |  |  |                                |  |  |                                  |  |
|                                    |                                | Caterina di Braunschweig-Lüneburg | Caterina di Pomerania-Wolgast     |  |  |       |  |  |                                |  |  |                                  |  |
| Francesco II di Sassonia-Lauenburg |                                | Caterina di Braunschweig-Lüneburg |                                   |  |  |       |  |  |                                |  |  |                                  |  |
|                                    |                                | Enrico IV di Sassonia             | Alberto III di Sassonia           |  |  |       |  |  |                                |  |  |                                  |  |
|                                    |                                | Enrico IV di Sassonia             | Alberto III di Sassonia           |  |  |       |  |  |                                |  |  |                                  |  |
|                                    |                                | Enrico IV di Sassonia             | Sidonia di Boemia                 |  |  |       |  |  |                                |  |  |                                  |  |
| Sibilla di Sassonia                |                                | Enrico IV di Sassonia             |                                   |  |  |       |  |  |                                |  |  |                                  |  |
|                                    |                                | Caterina di Meclemburgo-Schwerin  | Magnus II di Meclemburgo-Schwerin |  |  |       |  |  |                                |  |  |                                  |  |
|                                    |                                | Caterina di Meclemburgo-Schwerin  | Magnus II di Meclemburgo-Schwerin |  |  |       |  |  |                                |  |  |                                  |  |
|                                    |                                | Caterina di Meclemburgo-Schwerin  | Sofia di Pomerania-Wolgast        |  |  |       |  |  |                                |  |  |                                  |  |
| Edvige Maria di Sassonia-Lauenburg |                                | Caterina di Meclemburgo-Schwerin  |                                   |  |  |       |  |  |                                |  |  |                                  |  |
|                                    | Enrico V di Brunswick-Lüneburg | Enrico IV di Brunswick-Lüneburg   |                                   |  |  |       |  |  |                                |  |  |                                  |  |
|                                    | Enrico V di Brunswick-Lüneburg | Enrico IV di Brunswick-Lüneburg   |                                   |  |  |       |  |  |                                |  |  |                                  |  |
|                                    | Enrico V di Brunswick-Lüneburg | Caterina di Pomerania-Wolgast     |                                   |  |  |       |  |  |                                |  |  |                                  |  |
| Giulio di Brunswick-Lüneburg       | Enrico V di Brunswick-Lüneburg |                                   |                                   |  |  |       |  |  |                                |  |  |                                  |  |
|                                    |                                | Maria di Württemberg-Mömpelgard   | Enrico di Württemberg             |  |  |       |  |  |                                |  |  |                                  |  |
|                                    |                                | Maria di Württemberg-Mömpelgard   | Enrico di Württemberg             |  |  |       |  |  |                                |  |  |                                  |  |
|                                    |                                | Maria di Württemberg-Mömpelgard   | Elisabetta di Zweibrücken-Bitsch  |  |  |       |  |  |                                |  |  |                                  |  |
| Maria di Brunswick-Lüneburg        |                                | Maria di Württemberg-Mömpelgard   |                                   |  |  |       |  |  |                                |  |  |                                  |  |
|                                    |                                | Gioacchino II di Brandeburgo      | Gioacchino I di Brandeburgo       |  |  |       |  |  |                                |  |  |                                  |  |
|                                    |                                | Gioacchino II di Brandeburgo      | Gioacchino I di Brandeburgo       |  |  |       |  |  |                                |  |  |                                  |  |
|                                    |                                | Gioacchino II di Brandeburgo      | Elisabetta di Danimarca           |  |  |       |  |  |                                |  |  |                                  |  |
| Edvige di Brandeburgo              |                                | Gioacchino II di Brandeburgo      |                                   |  |  |       |  |  |                                |  |  |                                  |  |
|                                    |                                | Edvige Iagellona                  | Sigismondo I Jagellone            |  |  |       |  |  |                                |  |  |                                  |  |
|                                    |                                | Edvige Iagellona                  | Sigismondo I Jagellone            |  |  |       |  |  |                                |  |  |                                  |  |
|                                    |                                | Edvige Iagellona                  | Barbara Zápolya                   |  |  |       |  |  |                                |  |  |                                  |  |
|                                    |                                | Edvige Iagellona                  |                                   |  |  |       |  |  |                                |  |  |                                  |  |